# 델로보이 첸트르역 (모스크바 중앙 순환선)
델로보이 첸트르 역(러시아어: Деловой центр)은 모스크바 지하철 모스크바 중앙 순환선의 역이다. 역명은 모스크바 시에서 알려진 모스크바 국제 비즈니스 센터의 이름을 따온 것이다. 역은 당초 시티 역으로 계획되었으나, 노선 개통에 앞서 델로보이 첸트르 역으로 변경되었다.

## 구조
델로보이 첸트르 역은 1면 2선의 섬식 승강장 구조로, 역 상부와 측면에서 승객들을 강풍과 우천으로부터 보호해 주는 녹색이면서 투명한 캐노피가 설치되어 있다.

## 환승
델로보이 첸트르 역에서는 필룝스카야 선의 메즈두나로드나야 역으로 환승할 수 있으나, 칼리닌스코 솔른쳅스카야 선이나 볼샤야 콜체바야 선의 델로보이 첸트르 역으로의 환승은 불가능하다.